# 小郡市立大原中学校
小郡市立大原中学校（おごおりしりつおおはらちゅうがっこう）は、福岡県小郡市にある公立中学校。

## 校歌
- 作詞 - 近藤 思川
- 作曲 - 平田 忠吾